# I. Hantilisz hettita király

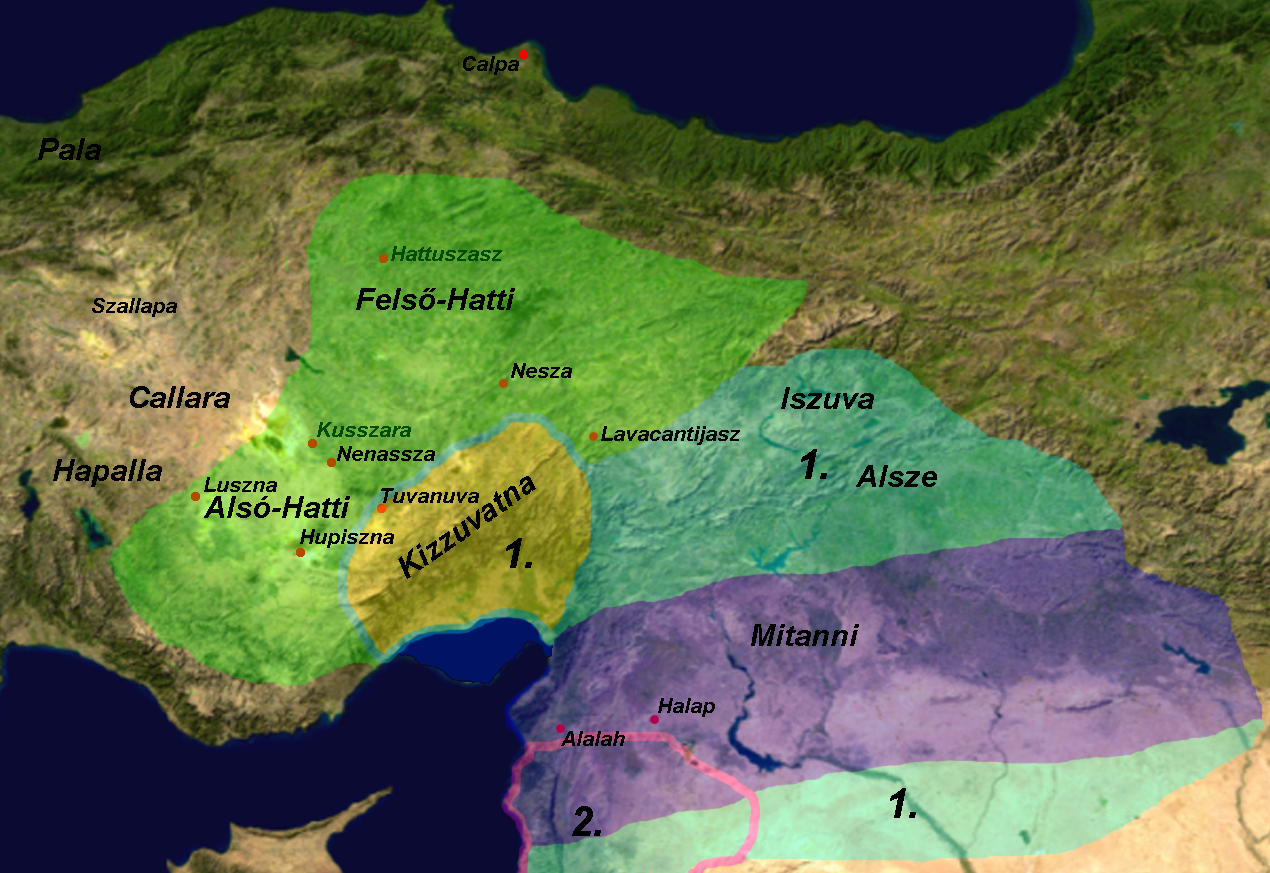
Az I. Murszilisz halálát követő időszak. Jelmagyarázat: zöld: hettita övezet, kék: Mitanni, piros: Egyiptom. 1: Mitanni térnyerése Murszilisz után, 2: Egyiptom II. Thotmesz idején

Hantilisz (Hantili, mḪa-an-ti-i-li) hettita király Mursziliszt, a sógorát követte a trónon annak meggyilkolása után. Hantilisz szülei, származása, életének korábbi részletei ismeretlenek. Vélhetően főrangú családból származott, hiszen Hattuszilisz unokáját, Murszilisz testvérét, Harapsziliszt vehette feleségül. Trónra kerülése viszont Murszilisz meggyilkolásával volt lehetséges.
Hantilisz uralkodása sok történész szerint a hettita kronológia első átmeneti korát jelképezi, ami azonban csak a belső stabilitás hiányát jelenti, eközben a Hattuszaszból kormányzott Hatti továbbra is nagyhatalom maradt katonailag és gazdaságilag is. Hantilisz nevéhez kapcsolható például Hattuszasz első régészetileg igazolható városfala, amely Anittasz óta épült. E fal nagyobb területet vesz körbe, mint amilyen az anittaszi falon belül volt.
Egy babiloni felirat, amelyet Agum Kakrime nevéhez fűznek, szoros kereskedelmi kapcsolatokra utal Hatti és Babilon között. Hantilisz államának hegemóniája nem ingott meg Anatóliában, ugyanakkor nehézségei támadtak a hurrita Mitannival Tíl-Garimmu (Tegaramma) város környékén. Telipinusz feliratai a hurritákat a Murszilisz meggyilkolása miatti isteni bosszúnak tekintik.
E feliratok alapján Hantilisz fenyegetve érezte magát, amire minden oka meg is volt, tekintve a saját államcsínyének sikerét. Nem ismerjük halálának körülményeit, de azt igen, hogy fiát, Piszeniszt Cidantasz meggyilkoltatta és maga ült a helyére, kísértetiesen hasonló módon, ahogy Hantilisz került trónra. Cidantasz ugyanis Hantilisz leányának, (...)szaltasz hercegnőnek férje, azaz Piszenisz sógora volt. Murszilisz és Hantilisz életrajzi adatainak sokrétű egyezései és hasonlóságai felvetik a lehetőségét a két személy azonosságának. (30 év uralkodási idő, vő-sógor gyilkossága, erőszakos hatalomátvétel stb.)
III. Tudhalijasz feliratai szerint az északi barbárok, a kaszkaiak (Kaška) is Hantilisz idején törtek be először Hatti területére, akik elpusztították a szent várost, Neriket.
Hantilisz helyzetének súlyosságát jelzi az a körülmény, hogy feleségét és gyermekeit Szugzijaszba, a feleség szülővárosába küldte, mert úgy vélte, ott lesznek csak biztonságban. Ez is kapcsolatban lehet az északról jövő támadásokkal. Harapszilisz azonban meghalt Szugzijaszban, és nem lehet tudni, hogy erőszakos halállal vagy betegség következtében.